# 柔無線鰨
柔無線鰨為輻鰭魚綱鰈形目鰨亞目舌鰨科的其中一種，為熱帶魚類，分布於中太平洋東部墨西哥至秘魯海域，棲息深度9-126公尺，體長可達16.1公分，棲息在底層水域，生活習性不明。

## 扩展阅读
維基物種上的相關：柔無線鰨